# Kursk (2018)
Kursk (internationaler Titel The Command) ist ein Film des Regisseurs Thomas Vinterberg aus dem Jahr 2018. Der Film thematisiert den Untergang des russischen Atom-U-Boots Kursk im Jahr 2000 und das darauf folgende Versagen des Staates und der Marine.

## Handlung
Unter dem Kommando von Kapitän Shirokov nimmt das russische Atom-U-Boot Kursk an einem Manöver der Nordflotte in der Barentssee teil. Besorgt registriert die Torpedomannschaft eine ansteigende Temperatur in einem der Übungstorpedos und bittet darum, diesen Torpedo vorzeitig abfeuern zu dürfen, was verweigert wird. Augenblicke später explodiert der Torpedo, was die dortige Besatzung tötet und das U-Boot auf den Meeresgrund sinken lässt. Der Brand in der Torpedokammer bringt kurz darauf auch die Sprengköpfe der anderen Torpedos zur Explosion. Die Bugabteilung des U-Bootes wird dadurch komplett zerstört.
Kapitänleutnant Mikhail Averin und 22 seiner Leute können sich in die Heckabteilung retten und schaffen es unter großen Gefahren, den dortigen Wassereinbruch einzudämmen, eine Lenzpumpe mit Notstrom in Betrieb zu halten und die Sauerstoffversorgung sicherzustellen.
Die zwei Explosionen werden auch von NATO-Einheiten im Nordmeer registriert, die die richtigen Schlüsse ziehen und sofort ihre Hilfe anbieten, doch die russische Admiralität reagiert nur sehr träge auf die Ereignisse und ist vor allem darum bemüht, keine Details bekannt werden zu lassen. Erst Stunden später erkundet ein Tauchboot das gesunkene Wrack und fängt Klopfzeichen der Überlebenden auf, während das einzige verwendbare Rettungsschiff immer noch im Hafen liegt und somit erst noch später am Unglücksort anlangt. Dort stellt sich heraus, dass das Rettungstauchboot nicht an die Rettungsluke des U-Bootes andocken kann, weil die Dichtungseinheit wegen Wartungsmängeln nicht funktioniert. Außerdem gibt es keine Ersatzbatterien dafür, so dass die vorhandenen vor jedem neuen Tauchgang zeitraubend geladen werden müssen. Admiral Vyacheslav Grudzinsky, der den Rettungseinsatz zunächst leitet, ist tief erschüttert von der schlechten Ausstattung der russischen Marine und ruft schließlich den NATO-Offizier Commodore David Russell zu Hilfe, mit dem er privat befreundet ist. Auf diese Eigenmächtigkeit hin wird ihm das Kommando entzogen.
Parallel dazu fokussiert der Film auf die Angehörigen der U-Boot-Besatzung, vor allem auf Mikhail Averins Frau Tanya und ihren neunjährigen Sohn Misha. Sie geraten immer mehr in Rage, da sie keine Information über die Lage ihrer Männer erhalten, mit Unwahrheiten und wertlosen Phrasen abgespeist werden und den Eindruck gewinnen, es würde nichts unternommen. Wütend konfrontieren sie die Militärs mit den kursierenden Gerüchten und den ihnen bekannten TV-Berichten über die Hilfsangebote der NATO, die von russischer Seite mit Verweis auf Militärgeheimnisse abgelehnt werden, doch kommen sie gegen den Starrsinn nicht an. Erst nach dem dritten erfolglosen russischen Andockversuch wird einem bereitliegenden britischen Rettungsschiff schließlich die Genehmigung erteilt, am nächsten Morgen zum U-Boot abzutauchen.
Dort verlieren die Männer nach Tagen des Eingeschlossenseins langsam jede Hoffnung und sind schwer erschöpft. Beim nächsten Wechsel des CO2-Filters fällt das Filterelement ins Wasser, die chemische Reaktion erzeugt einen Brand, der den übrigen Sauerstoff verbraucht. Die Männer tauchen zwar vor dem Feuer in das ansteigende Wasser ab, finden nach dem Auftauchen jedoch keine atembare Luft mehr vor und ersticken. Die Lenzpumpe versagt und die Abteilung wird geflutet. Stunden später wird die Luke von NATO-Rettern geöffnet, die nur noch die Leichen der Männer bergen können.
Als Admiral Vladimir Petrenko, der offenbar Hauptverantwortliche für die Verzögerung der Rettungsmaßnahmen, nach dem Gedenkgottesdienst den hinterbliebenen Kindern sein Beileid aussprechen will, wird ihm von Misha der Handschlag trotzig verweigert. Die Kinder nach ihm schließen sich dieser Geste an. Als Anerkennung dafür bekommt Misha die Armbanduhr seines Vaters zurück, mit der dieser vor der Fahrt den Sekt für die Hochzeit eines Kameraden bezahlt hatte.

## Hintergrund
| Figur                      | Darsteller            | Deutscher Sprecher    |
| -------------------------- | --------------------- | --------------------- |
| Mikhail Averin             | Matthias Schoenaerts  | Martin Kautz          |
| Tanya Averina              | Léa Seydoux           | Yvonne Greitzke       |
| Misha Averin               | Artemiy Spiridonov    | Karl Felix Lacdao     |
| Comm. David Russell        | Colin Firth           | Tom Vogt              |
| Capt. Shirokov             | Martin Brambach       | Martin Brambach       |
| Anton Markov               | August Diehl          | August Diehl          |
| Adm. Vyacheslav Grudzinsky | Peter Simonischek     | Peter Simonischek     |
| Adm. Vladimir Petrenko     | Max von Sydow         | Jürgen Thormann       |
| Nikulin                    | Bjarne Henriksen      | Thomas Kästner        |
| Pavel Sonin                | Matthias Schweighöfer | Matthias Schweighöfer |
| Kasyanenko                 | Lars Brygmann         | Uwe Büschken          |

Die Scalamedia in Berlin übernahm die Synchronisation. Das Dialogbuch führte Tobias Neumann, die Dialogregie Benedikt Rabanus. Die Premiere des Films erfolgte im Rahmen der Special Presentations auf dem Toronto International Film Festival 2018 im September 2018.
Aus dramaturgischen Gründen wird das zerstörte U-Boot in großer Tiefe liegend dargestellt, so dass die Batterieladung des russischen Tauchbootes kaum für die Anfahrt ausreicht und einen Rettungseinsatz unmöglich macht. Tatsächlich ist die Meerestiefe dort sogar geringer als die Länge des U-Bootes, es war relativ einfach zu erreichen.
Die desaströse Pressekonferenz, auf der eine aufgebrachte Ehefrau mit einer Spritze ruhiggestellt wurde, wurde in Wirklichkeit nicht von dem fiktiven Admiral Petrenko geleitet, sondern von Wladimir Putin.

## Kritiken
Kursk erhielt ein eher gutes Presseecho, was sich auch in den Auswertungen US-amerikanischer Aggregatoren widerspiegelt. So erfasst Rotten Tomatoes überwiegend wohlwollende Besprechungen und ordnet den Film dementsprechend als „Frisch“ ein. Laut Metacritic fallen die Bewertungen im Mittel „Durchwachsen oder Durchschnittlich“ aus.

„Es gibt Ereignisse, die zu schrecklich sind, um als gewöhnliche Unfälle behandelt, und zu bedeutend, um bloß auf der langen Liste technischer Katastrophen verzeichnet zu werden. In ihnen zeigt sich die Signatur eines Zeitalters und zugleich ein ewiges Muster menschlichen Versagens. […] [D]er Blickwechsel zwischen dem achtjährigen Artemiy Spiridonov, der Averins Sohn spielt, und dem neunzigjährigen von Sydow bei der Gedenkfeier für die Opfer der ‚Kursk’ gehört zu den Kinomomenten, denen man auch bei größter Abgebrühtheit nicht entgeht. […] Tröstlich ist nicht der Ausgang der Geschichte, sondern der Blick des Kindes. In ihm liegt das Versprechen, dass das, was hier geschehen ist, nie wieder passiert.“

„Das beklemmende Drama zeichnet den Kampf und die wachsende Verzweiflung der Eingeschlossenen nach, thematisiert aber auch die Verkrustungen der politischen Systeme, die Unmenschlichkeit der Generäle, den Mut der Seeleute und die Auswirkungen auf die Angehörigen der Toten.“

„Weil aber Kursk gleichberechtigt vom Drama an Bord, der Planung von Rettungsmissionen an Land und dem Kampf der Angehörigen gegen die Desinformationsstrategien der russischen Marine erzählen will, lässt er sich auf keine Ebene so richtig ein. Anstatt etwa der Klaustrophobie an Bord ausreichend Raum zu geben, springt Vinterberg reichlich unmotiviert zwischen durchhaltenden Männern am Grund, verzweifelnden Ehefrauen mit tapferen Kindern und abwägenden Männern in den Hinterzimmern der Macht umher.“